# Willi Jäger
Willi Jäger  (Kschellowitz, 15 de agosto de 1940) é um matemático alemão.
Obteve um doutorado em 1966, orientado por Erhard Heinz.